# Velimir Zdravković
Velimir Zdravković (* 30. Juli 1980 in Leskovac) ist ein serbischer Fußballspieler.

## Karriere
Er begann seine Karriere im Kader des FK Hajduk Kula, danach jeweils immer für einen kurzen Zeitraum weiter zum FK Jedinstvo Bošnjace, dem FK Dubočica und dem FK Vlasina Vlasotince. Ab Anfang 2004 stand er dann bei Vadar Skopje zwischen den Pfosten, wo er bis November 2006 aktiv sein sollte. Anschließend daran wechselte er nach Asien zum indonesischen Klub Persebaya Surabaya. Zur Saison 2009/10 ging er zurück nach Serbien um für Dinamo Vranje aktiv zu sein. Zur Folgesaison ging es für ihn schließlich weiter zum FK Sinđelić Niš. Und daran anschließend erneut zur nächsten Saison wieder einmal zu Vlasotince. Dort sollte er mit einer Ausnahme von Juli 2014 bis Februar 2016, wo er für FK Jedinstvo Bošnjace spielte, auch immer wieder bis heute aktiv sein.